# 北海道道923号メナシベツ豊富線
北海道道923号メナシベツ豊富線（ほっかいどうどう923ごう メナシベツとよとみせん）は、北海道天塩郡豊富町内を結ぶ一般道道（北海道道）である。

## 概要

### 路線データ
- 起点：北海道天塩郡豊富町目梨別
- 終点：北海道天塩郡豊富町徳満（国道40号交点）
- 路線延長：6.5 km

## 歴史
- 1977年（昭和52年）3月31日 路線認定[1]。

## 地理

### 通過する自治体
- 宗谷総合振興局
  - 天塩郡豊富町

### 交差する道路
豊富町
- 豊富バイパス豊富幌加インターチェンジ - 幌加
- 国道40号 - 徳満（終点）